# Tchorokhi
Le Tchorokhi, ou Çoruh (en géorgien : ჭოროხი, en turc : Çoruh) est un fleuve transcaucasien prenant sa source dans les montagnes Mescit, à 3 225 m d'altitude, dans le nord-est de la Turquie. Le fleuve continue à s'écouler en Géorgie, avant d'atteindre la mer Noire. Il est nommé Acampsis par l'historien grec Arrien.

## Description

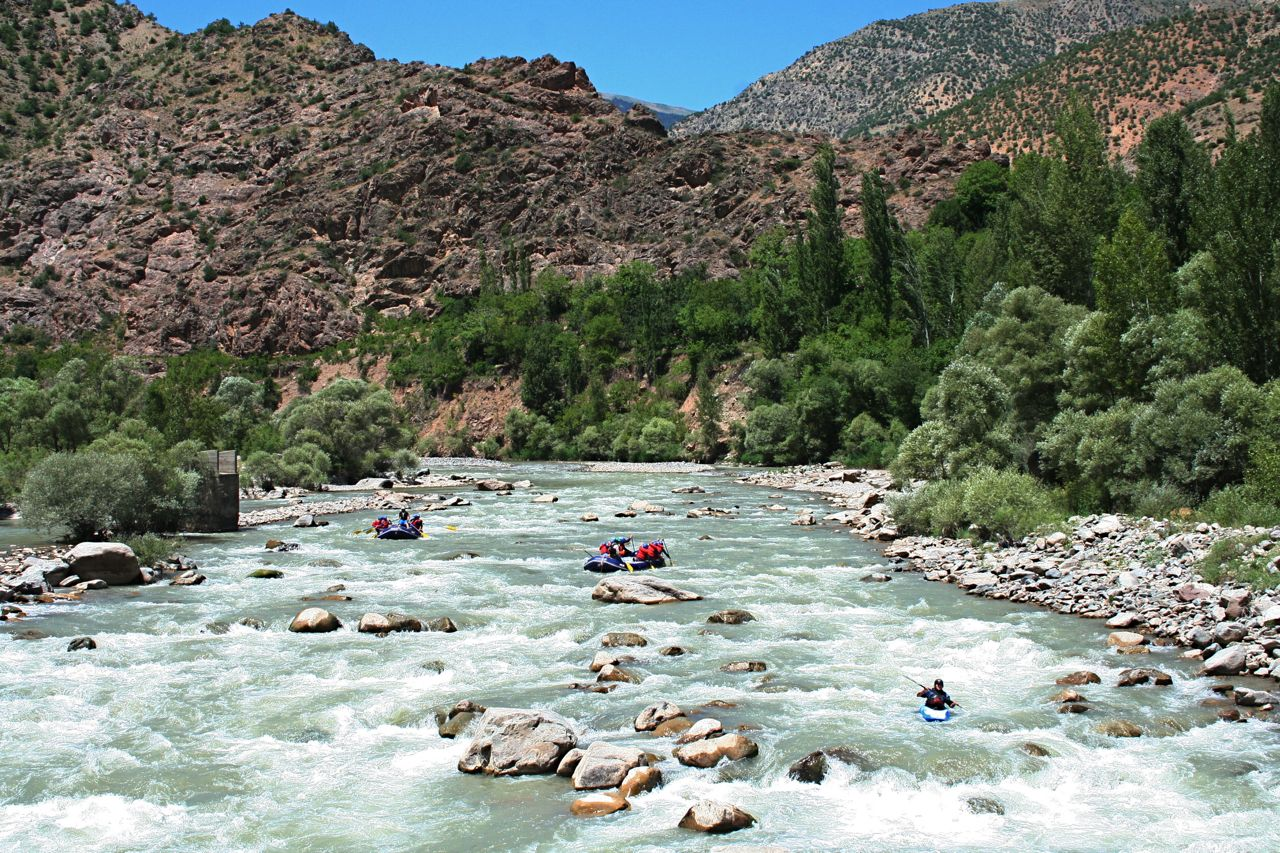
Concours de kayak en 2006

Le Çoruh est le dernier cours d'eau important de Turquie et est connu pour ses eaux agitées. Le fleuve attire les kayakistes et autres du monde entier et fut également le site de la compétition de kayak « Coruh Extreme » organisée en 2005 par Dave Manby, une autorité dans le kayak dans cette région du monde.

## Biodiversité
Le Tchorokhi n'est pas seulement renommé comme un terrain de sports aquatiques, mais aussi pour sa vallée, qui est reconnue comme un trésor biologique mondial. Le fleuve est placé dans la liste des 25 points de la biodiversité mondiale et il est le centre d'une des 200 régions considérées comme importantes dans la conservation mondiale par la WWF. La CI (Conservation International), se fondant sur le travail de Norman Myers, identifie 25 points chauds de biodiversité de par le monde, et la Vallée de Çoruh est classée dans la catégorie du Caucase. Cette vallée est reconnue par les organisations turques de conservation comme une surface importante dans la beauté du territoire de la Turquie. Plusieurs priorités ont été engagées pour la protection du lieu. La vallée est incroyablement riche en plantes et contient pas moins de 104 espèces, dont 67 endémiques.

## Autres
Ce paysage unique est en danger à cause d'un grand nombre de projets de barrage, qui auront un large impact sur la biodiversité du fleuve. Un total de 13 barrages hydroélectriques sont planifiés, tandis que 2 autres sont déjà en construction (Deriner, Yusufeli). Seuls trois (Tortum, Muratlı, Borçka) barrages sont aujourd'hui opérationnels.